# Smużki (ssaki)
Smużki (Sminthidae) – rodzina ssaków z infrarzędu myszokształtnych (Myomorphi) w obrębie rzędu gryzoni (Rodentia).

## Zasięg występowania
Rodzina obejmuje gatunki występujące w Eurazji.

## Podział systematyczny
Takson tradycyjnie zaliczany do Dipodidae w randze podrodziny, jednak badania molekularne wspierają odrębność tego taksonu. Do rodziny należy jeden występujący współcześnie rodzaj:
- Sicista J.E. Gray, 1827 – smużka

Opisano również rodzaje wymarłe:
- Arabosminthus Whybrow, Collinson, Daams, Gentry & McClure, 1982[15]
- Bohlinosminthus Lopatin, 1999[16]
- Gobiosminthus Huang Xueshi, 1992[17] – jedynym przedstawicielem jest Gobiosminthus qiui Huang Xueshi, 1992
- Heosminthus Wang Banyue, 1985[18]
- Heterosminthus Schaub, 1930[19]
- Litodonomys Wang Banyue & Qiu Zhanxiang, 2000[20]
- Lophocricetus Schlosser, 1924[21]
- Lophosminthus Zazhigin & Lopatin, 2002[22][23]
- Macrognathomys Hall, 1930[24]
- Megasminthus Klingener, 1966[25]
- Miosicista Korth, 1993[26] – jedynym przedstawicielem jest Miosicista angulus Korth, 1993
- Omoiosicista Kimura, 2010[27] – jedynym przedstawicielem jest Omoiosicista fui Kimura, 2010
- Onjosminthus Daxner-Höck, Badamgarav & Maridet, 2014[28] – jedynym przedstawicielem jest Onjosminthus baindi Daxner-Höck, Badamgarav & Maridet, 2014
- Parasminthus Bohlin, 1946[29]
- Plesiosminthus Viret, 1926[30]
- Shamosminthus Huang Xueshi, 1992[31]
- Sibirosminthus Zazhigin & Lopatin, 2002[32][33]
- Sinodonomys Kimura, 2010[34] – jedynym przedstawicielem jest Sinodonomys simplex Kimura, 2010
- Sinosminthus Wang Banyue, 1985[35] – jedynym przedstawicielem jest Sinosminthus inapertus Wang Banyue, 1985
- Tyrannomys Martin, 1989[36] – jedynym przedstawicielem jest Tyrannomys harkseni Martin, 1989